# Viguiera similis
Viguiera similis là một loài thực vật có hoa trong họ Cúc. Loài này được Brandegee miêu tả khoa học đầu tiên năm 1908.